# System białych certyfikatów
System białych certyfikatów (system świadectw efektywności energetycznej) – narzędzie, wykorzystujące mechanizmy rynkowe, służące wspieraniu efektywności energetycznej.
Białe certyfikaty to świadectwa potwierdzające zaoszczędzenie określonej ilości energii w wyniku realizacji inwestycji służących poprawie efektywności energetycznej. Białe certyfikaty posiadają prawa majątkowe i są przedmiotem obrotu na towarowej giełdzie energii.
System białych certyfikatów funkcjonuje w Unii Europejskiej w różnych odmianach: we Francji (od 2006 r.), Włoszech (od 2001 r.), Wielkiej Brytanii (od 2002 r.). W Polsce został wprowadzony ustawą o efektywności energetycznej w 2011 r., zastąpionej ustawą o efektywności energetycznej z 2016 r. 
Zasadniczymi elementami systemu są:
1. nałożenie obowiązku na grupę podmiotów, które działają na rynku energii (np. na przedsiębiorstwa energetyczne sprzedające energię elektryczną, ciepło, gaz lub operatorów systemu dystrybucyjnego, przesyłowego) w zakresie:
  - uzyskania określonej ilości oszczędności energii w wyniku przeprowadzenia działań poprawiających efektywność energetyczną, lub
  - uiszczenia tzw. opłaty zastępczej tj. innej formy realizacji obowiązku.
2. możliwość obrotu białymi certyfikatami na towarowej giełdzie energii.

Wywiązanie się z ww. obowiązku uzyskania określonej ilości oszczędności energii polega na przedstawieniu do umorzenia odpowiedniej ilości białych certyfikatów (które opiewają na wymaganą ilość oszczędności energii). Rozliczanie ww. obowiązku jest dokonywane w większości krajów przez regulatora rynku energetycznego. W Polsce rolę tę pełni Urząd Regulacji Energetyki. Podmioty zobligowane do rozliczenia się z obowiązku umorzenia określonej ilości białych certyfikatów lub uiszczenia opłaty zastępczej mogą uzyskać białe certyfikaty realizując przedsięwzięcia służące poprawie efektywności energetycznej lub mogą nabyć (kupić) biały certyfikat na towarowej giełdzie energii.
Biały certyfikat wydaje Urząd Regulacji Energetyki na wniosek podmiotu realizującego przedsięwzięcie służące poprawie efektywności energetycznej.
Biały certyfikat zawiera określenie jego wartości, która odpowiada ilości energii planowanej do zaoszczędzenia średnio rocznie w wyniku realizacji przedsięwzięcia. Tę oszczędność oblicza  się w audycie efektywności energetycznej.
Rodzaje przedsięwzięć, których mogą dotyczyć białe certyfikaty określa ustawa, a ich szczegółowy wykaz zawiera obwieszczenie Ministra Energii.
Podobne systemy jak system zbywalnych białych certyfikatów istnieją już w Polsce w obszarze energetyki odnawialnej (tzw. zielone certyfikaty) oraz w obszarze wytwarzania energii elektrycznej w skojarzeniu (tzw. czerwone certyfikaty).